# استرزینگ
استرزینگ (به ایتالیایی: Vipiteno) یک منطقهٔ مسکونی در ایتالیا است که در تیرول جنوبی واقع شده‌است.

## خصوصیات
استرزینگ ۳۳ کیلومترمربع مساحت و ۶٬۸۰۳ نفر جمعیت دارد و ۹۵۰ متر بالاتر از سطح دریا واقع شده‌است.

## نگارخانه

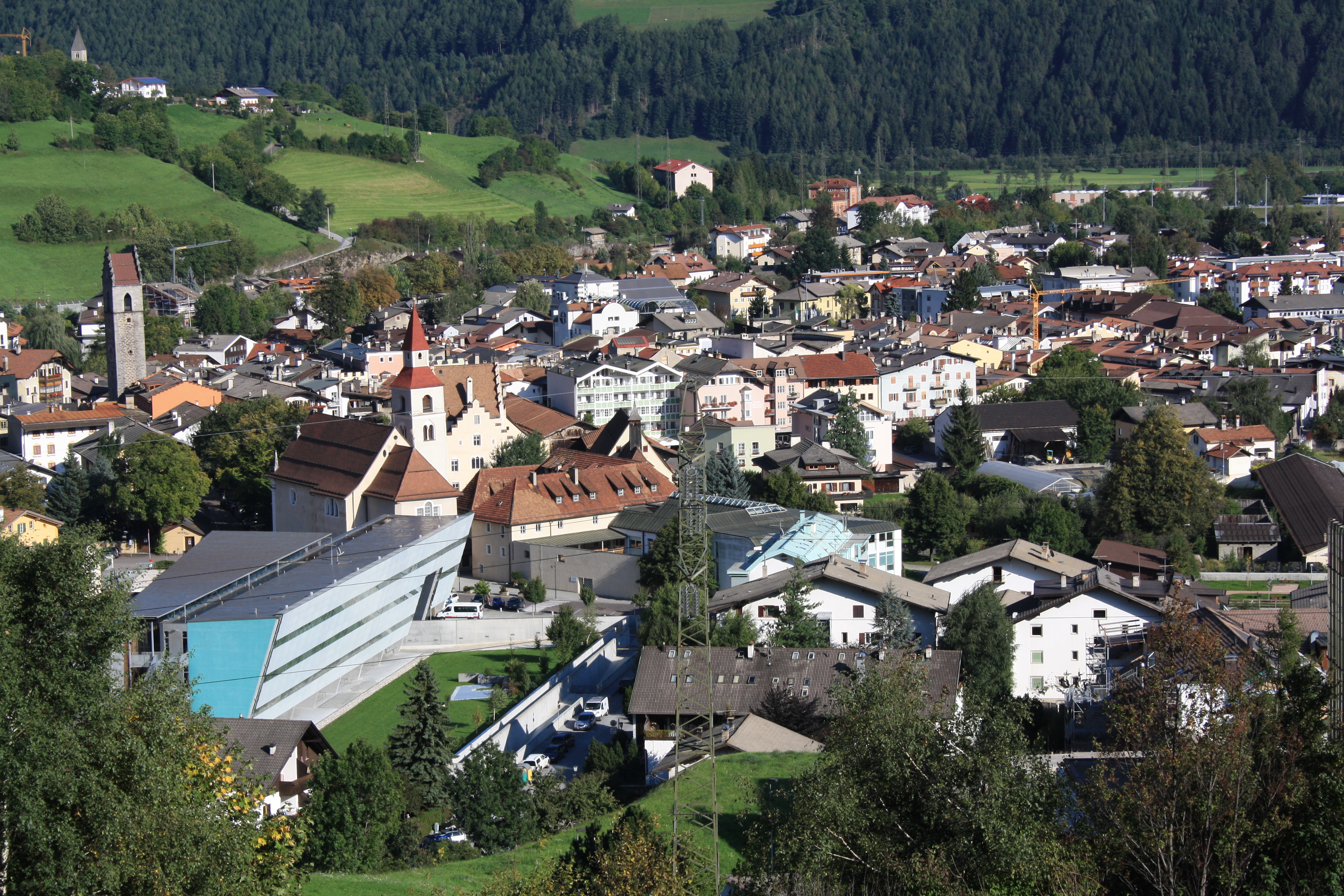
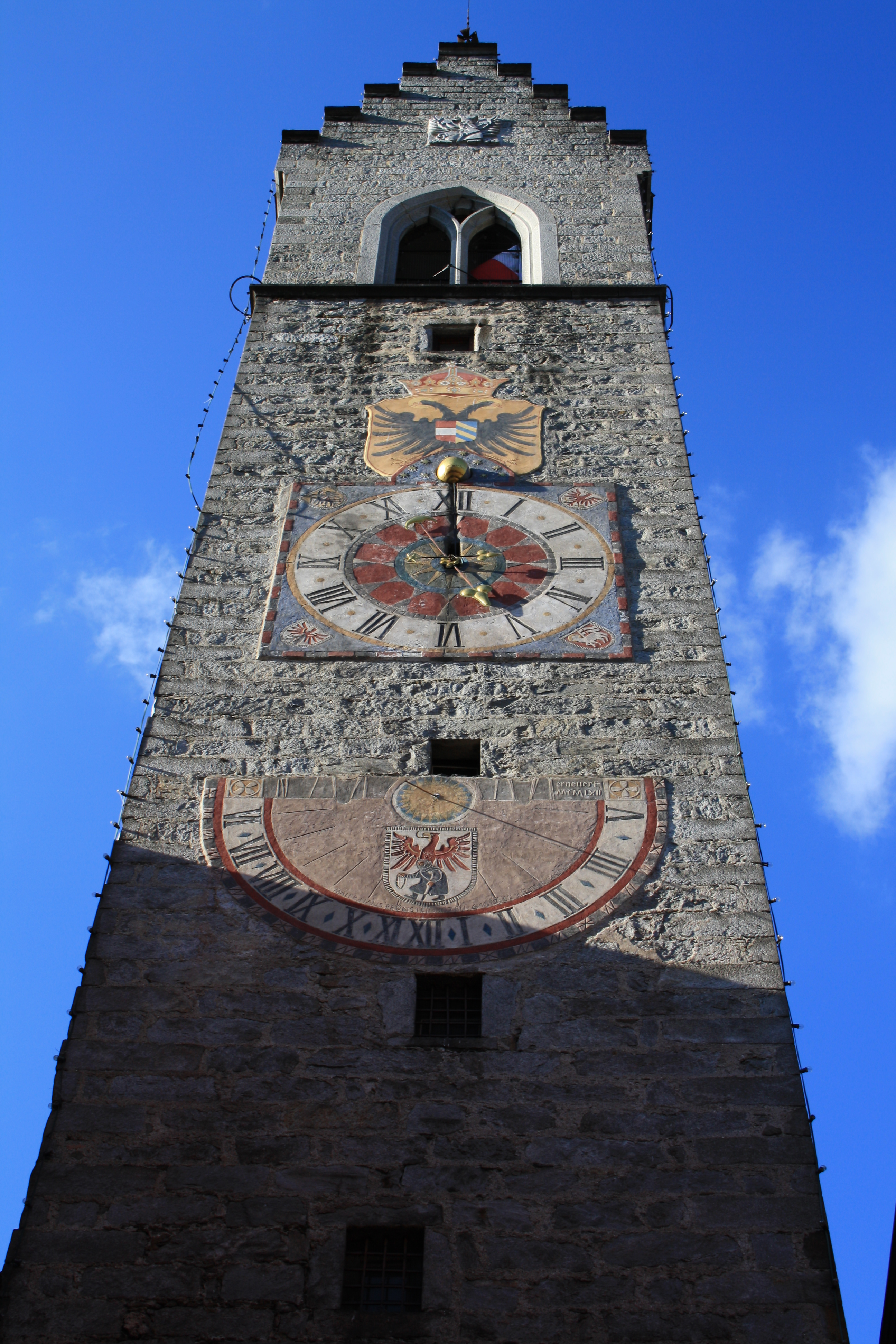
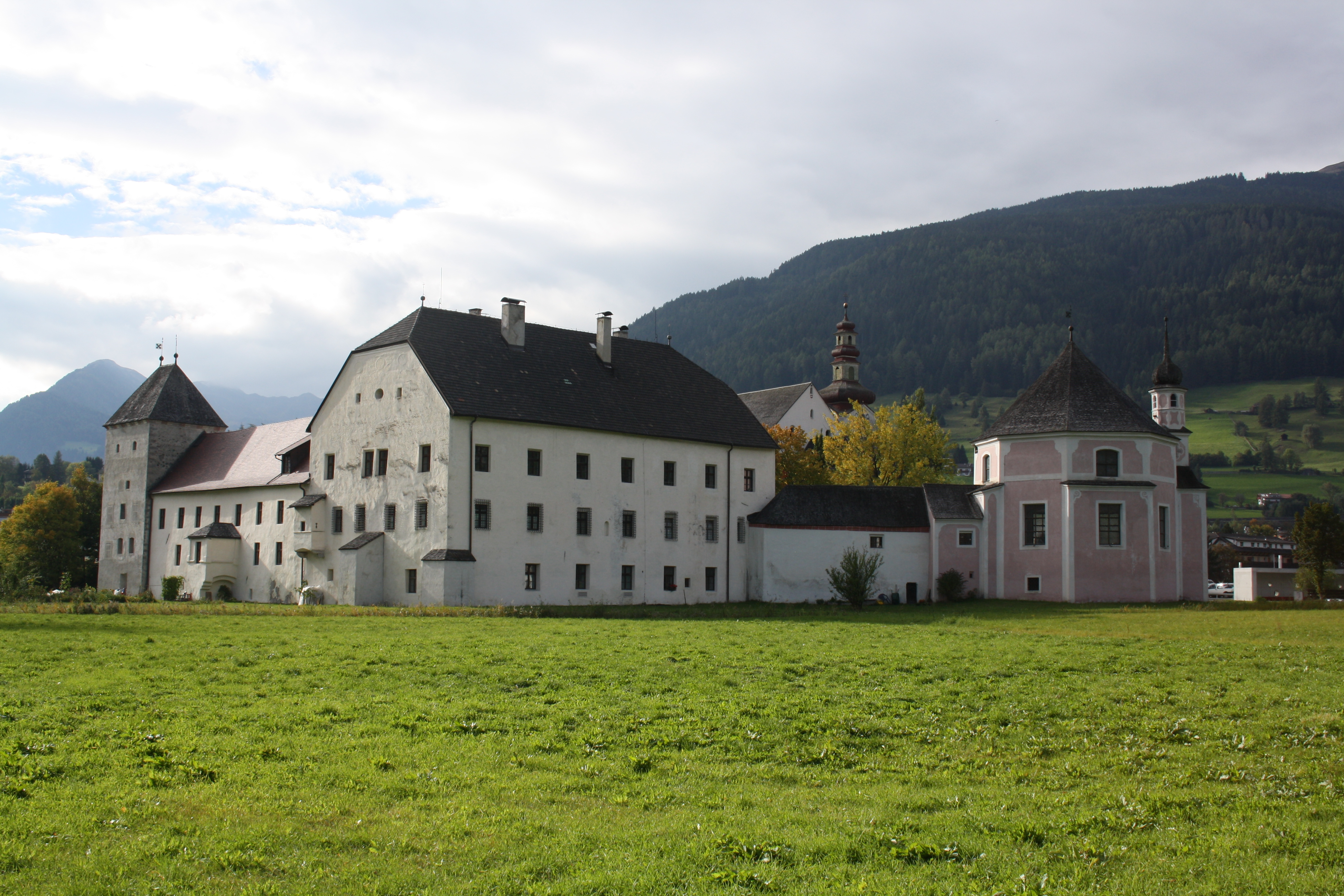
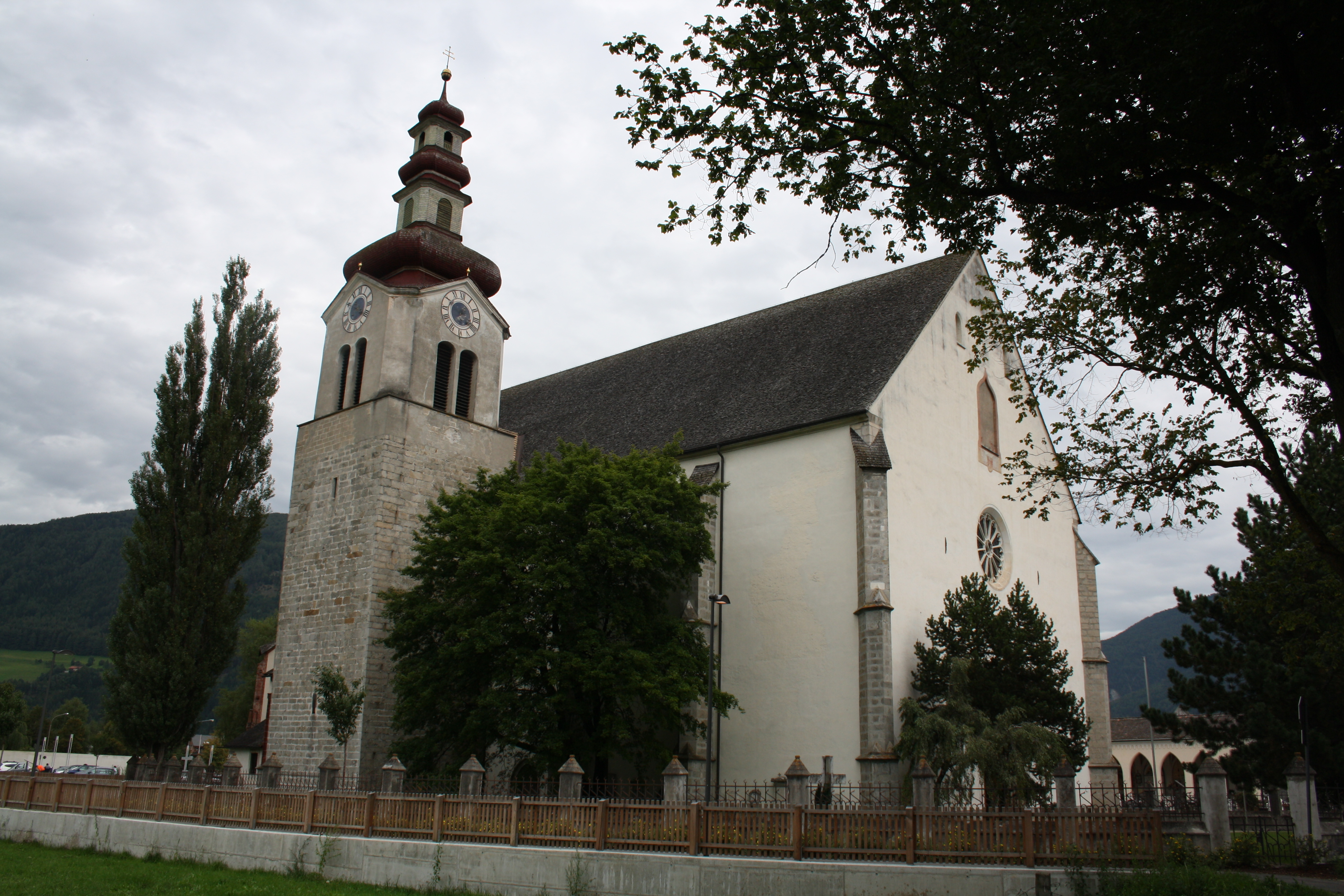
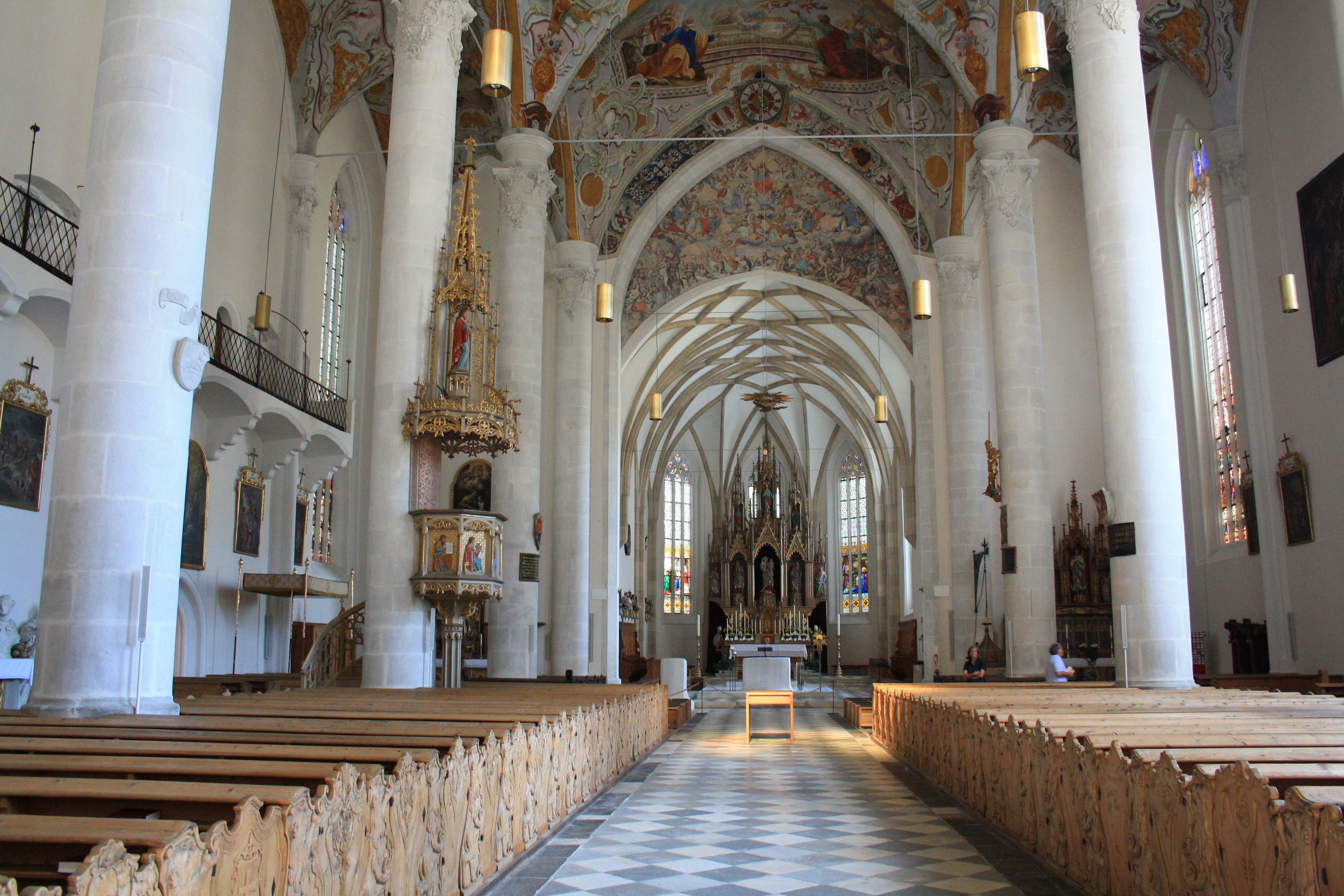
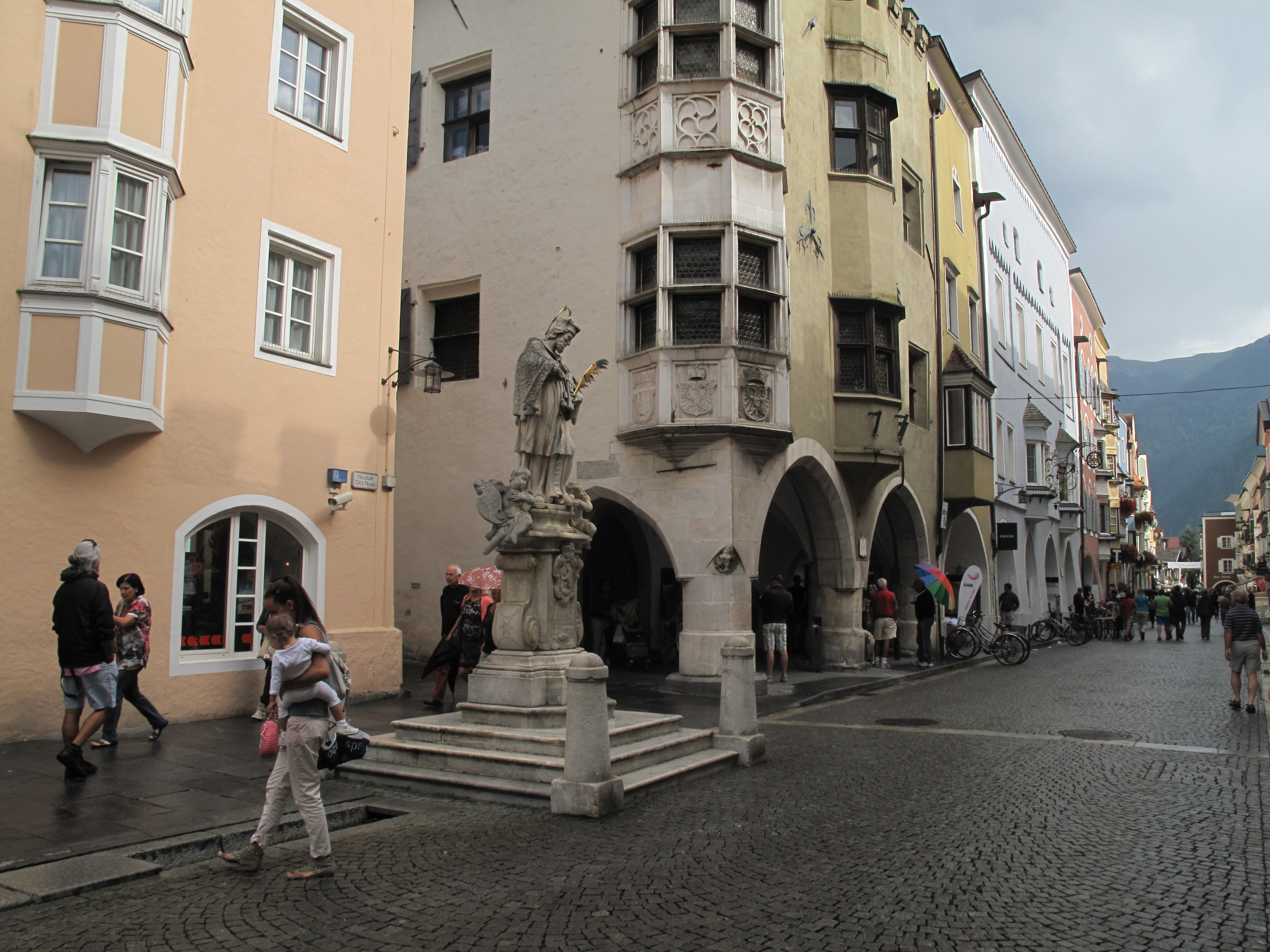